# Jan Herburt z Bruchnala
Jan Herburt z Bruchnala herbu własnego (ur. w 1478 roku – zm. w 1536 roku) – poseł na sejm radomski 1505 roku z województwa ruskiego, poseł na sejm piotrkowski 1524/1525 roku z ziemi lwowskiej.
Studiował na Akademii Krakowskiej.